# Барон де Линьола

Герб муниципалитета Линьола, провинция Льейда, автономное сообщество Каталония.

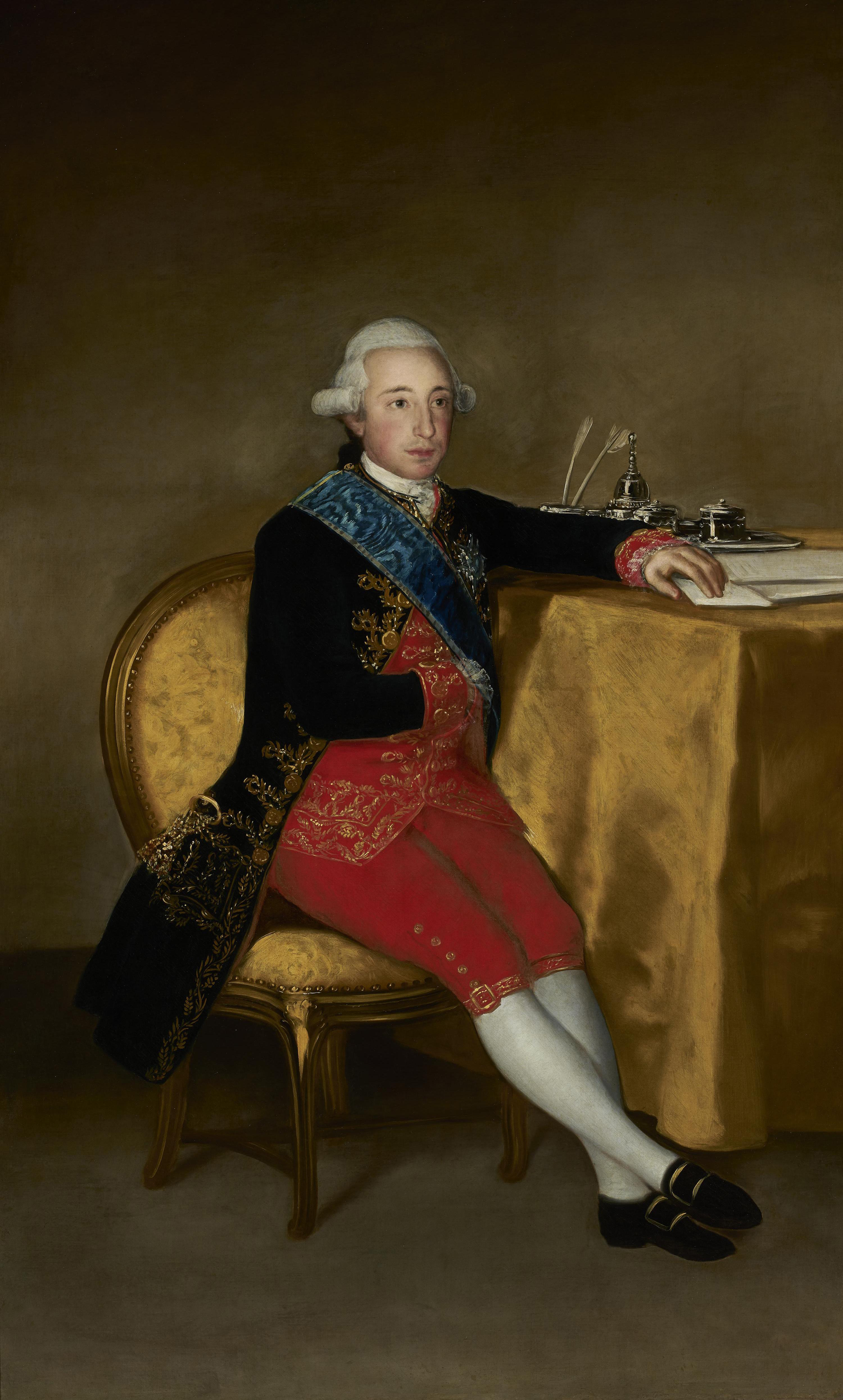
Висенте Хоакин Осорио де Москосо и Гусман (1756—1816), 14-й барон де Линьола

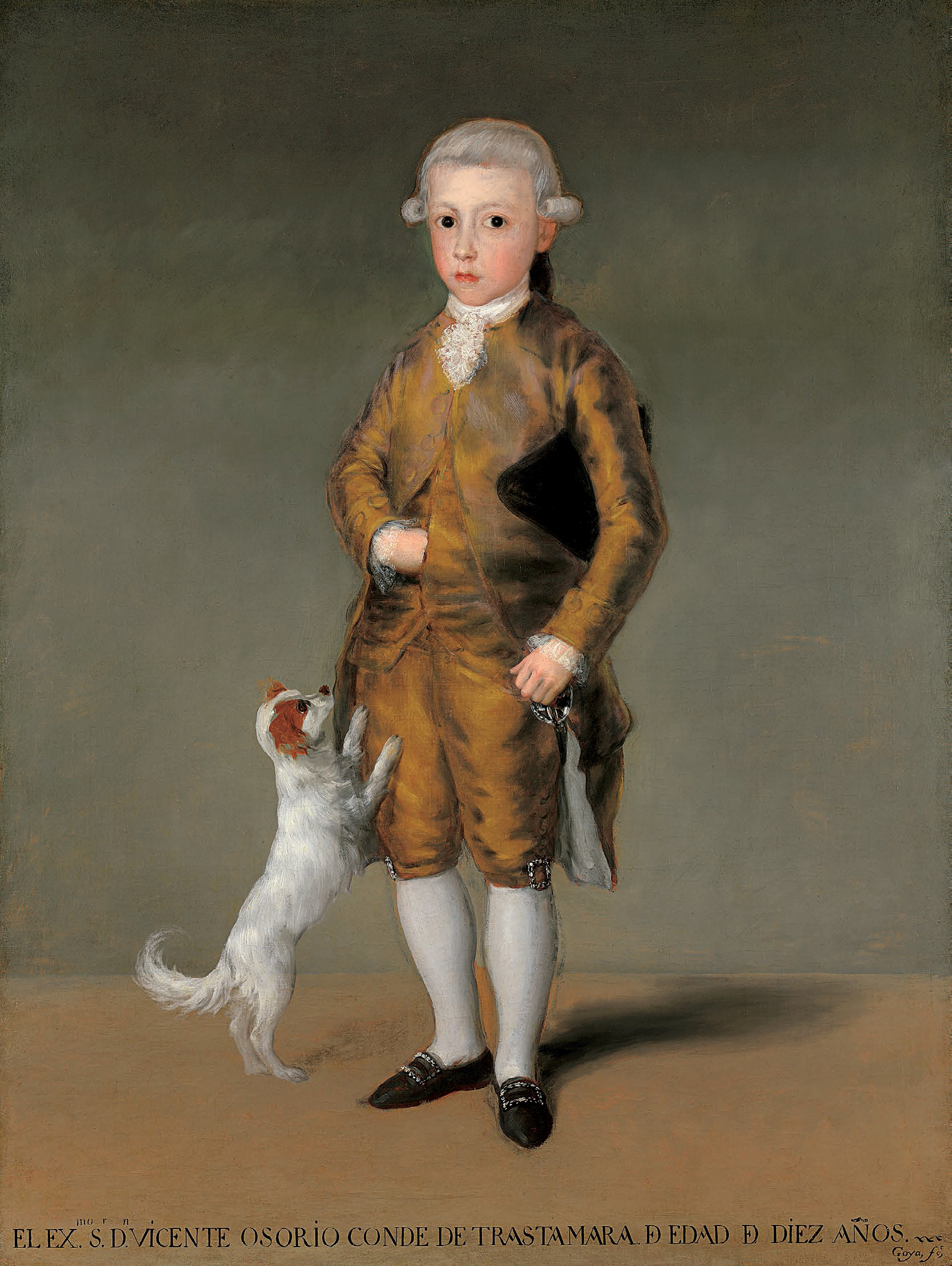
Висенте Изабель Осорио де Москосо и Альварес де Толедо (1777—1837), 15-й барон де Линьола

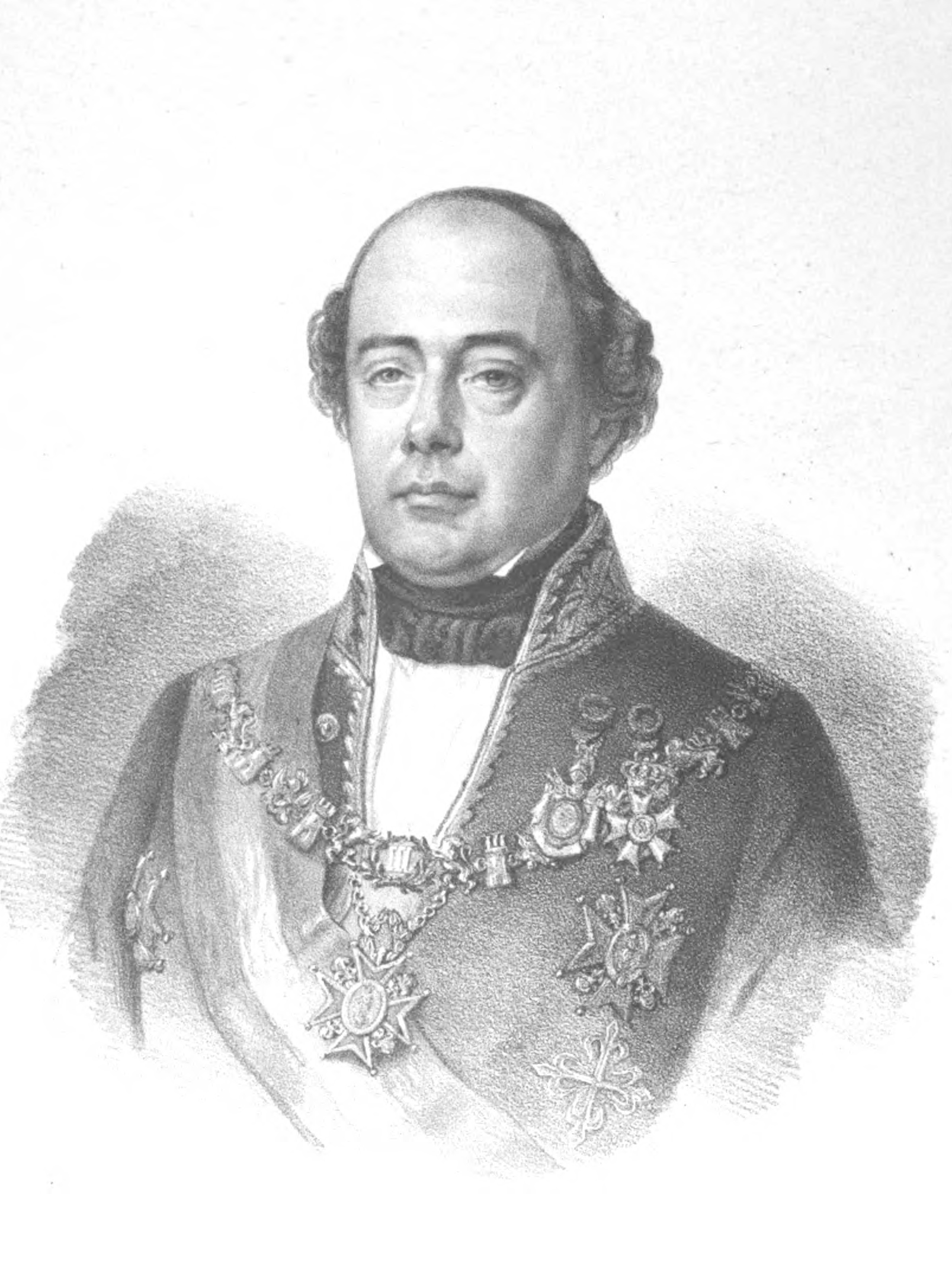
Висенте Пио Осорио де Москосо и Понсе де Леон (1801—1864), 16-й барон де Линьола

Барон де Линьола — испанский дворянский титул. Он был создан 18 февраля 1479 года королем Арагона Фердинандом Католиком для Кастельяны де Кардоны и Рекесенс, сеньора де Сан-Мартин-де-Мальда, де Бельпуч, де Линьола и других феодов в Княжестве Каталония.
В 1921 году король Испании Альфонсо XIII восстановил баронский титул для Луиса Марии Руиса де Араны и Мартина де Оливы (1901—1936), правнука Висенте Пио Осорио де Москосо и Понсе де Леона (1801—1864), 16-го барона де Линьола.
Название титула происходит от названия муниципалитета Линьола, провинция Льейда, автономное сообщество Каталония.

## Бароны де Линьола
- Кастельяна де Кардона и Рекесенс (? — ?), 1-я баронесса де Линьола, дочь Галсерана де Рекесенса, 1-го барона де Молинсо-де-Рей, и Изабель Джоан де Солер.
  - Супруг — Антонио Рамон де Кардона и Сентельес (1435—1467), 11-й барон де Бельпуч, сын Рамона Фолька де Кардоны и Пиноса, 9-го барона де Бельпуч, и Каталины де Сентельес и Урреа. Ей наследовал их сын:

- Рамон III Фольк де Кардона и Рекесенс (1467—1522), 2-й барон де Линьола, 1-й герцог де Сома, 1-й граф де Оливето и 12-й барон де Бельпуч.
  - Супруга — Изабель Рекесенс и де Солер (1485—1535), дочь Галсерана Рекесенса и де Солер, 1-го графа де Паламос, и Беатрис Энрикес де Веласко.

- Фернандо Фольк де Кардона и Рекесенс (1521—1571), 4-й барон де Линьола, 2-й герцог де Сома, 3-й граф де Паламос, 3-й граф де Тривенто, 3-й граф де Авелино, 2-й граф де Оливето, 17-й барон де Бельпуч, 3-й барон де Калонже.
  - Супруга — Беатрис Фернандес де Кордова, дочь Луиса Фернандеса де Кордовы, 4-го графа де Кабра, и Эльвиры Фернандес де Кордовы. Ему наследовал их старший сын:

- Луис Фольк де Кардона и Фернандес де Кордова (1548—1574), 5-й барон де Линьола, 3-й герцог де Сома, 4-й граф де Паламос, 4-й граф де Тривенто, 4-й граф де Авелино, 3-й граф де Оливето, 28-й барон де Бельпуч и 4-й барон де Калонже. Холост и бездетен. Ему наследовал его младший брат:

- Антонио Фернандес де Кордова Фольк де Кардона и Рекесенс (1550—1606), 6-й барон де Линьола, 7-й виконт де Иснахар, 5-й герцог Сесса, 3-й герцог Баэна, 4-й герцог де Сома, 5-й граф де Паламос, 5-й граф де Тривенто, 5-й граф де Авелино, 4-й граф де Оливето, 19-й барон де Бельпуч и 5-й барон де Калонже.
  - Супруга с 1578 года Хуана де Арагон и Кордова, дочь Диего Фернандеса де Кордовы и Арагона, 3-го маркиза де комарес, и Хуаны Фольк де Кардоны и Арагон, 3-й герцогини де Сегорбе и Кардона. Ему наследовал их старший сын:

- Луис Фернандес де Кордова Кардона де Арагон (? — 1642), 7-й барон де Линьола, 8-й виконт де Иснахар, 6-й герцог Сесса, 4-й герцог Баэна, 5-й герцог де Сома, 6-й граф де Паламос, 6-й граф де Тривенто, 6-й граф де Авелино, 5-й граф де Оливето, 20-й барон де Бельпуч и 6-й барон де Калонже.
  - Супруга с 1598 года Марианна де Рохас Кордова и Энрикес де Кабрера, 4-я маркиза де Поса, дочь Франсиско де Рохаса и Кордовы, 3-го маркиза де Поса, и Франсиски Энрикес де Кабреры.
  - Супруга — Франсиска Луиза де Портокарреро (? — 1639), 6-я маркиза де Вильянуэва-дель-Фресно и 14-я сеньора де Могер, дочь Алонсо де Портокарреро, 5-го маркиза де Вильянуэва-дель-Фресно и 13-го сеньора де Могер, и Изабель де ла Куэвы. Ему наследовал его сын от первого брака:

- Антонио Фернандес де Кордова и Рохас (? — 1659), 8-й барон де Линьола, 7-й герцог де Сесса, 9-й граф де Кабра, маркиз де Поса.
  - Супруга — Тереза Пиментель и Понсе де Леон (1596—1689), дочь Антонио Алонсо Пиментеля и Киньонеса, 9-го графа де Бенавенте, и Марии Понсе де Леон. Ему наследовал их старший сын:

- Франсиско Фернандес де Кордова Кардона и Арагон[исп.] (17 октября 1626 — 12 сентября 1688), 9-й барон де Линьола, 11-й виконт де Иснахар, 8-й герцог де Сесса, 6-й герцог де Баэна, 7-й герцог де Сома, 8-й граф де Паламос, 8-й граф де Тривенто, 8-й граф де Авелино, 7-й граф де Оливето, 22-й барон де Бельпуч и 8-й барон де Калонже.
  - Супруга с 1642 года Изабель Луиза Фернандес де Кордова и Энрикес (1619—1654), дочь Алонсо Фернандеса де Кордовы и Энрикеса де Риберы, 5-го маркиза де Прьего, и Хуаны Энрикес де Риберы и Хирон.
  - Супруга — Анна Мария Пиментель Энрикес (1639—1676), 6-я маркиза де Тавара, дочь Энрике Пиментеля и Москосо, 5-го маркиза де Тавара, и Франсиски Фернандес де Кордовы.
  - Супруга — Мария Андреа де Гусман, дочь Мануэля Луиса де Гусмана, 4-го маркиза де Вильяманрике, и Анны Давилы и Осорио, 5-й маркизы де Велада, 3-й маркиза де Сан-Роман и 11-й маркизы де Асторга. Ему наследовал его сын от первого брака:

- Феликс Фернандес де Кордова Фольк де Кардона и Арагон (1655 — 3 июля 1709), 10-й барон де Линьола, 15-й виконт де Иснахар, 9-й герцог Сесса, 7-й герцог Баэна, 8-й герцог де Сома, 12-й граф де Паламос, 9-й граф де Тривенто, 9-й граф де Авелино, 8-й граф де Оливето, 23-й барон де Бельпуч и 9-й барон де Калонже.
  - Супруга — Франсиска Фернандес де Кордова и Рохас Портокарреро (1662—1680), 3-я графиня де Каса-Пальма, дочь Диего Фернандеса де Кордовы и Портокарреро, 2-го графа де Каса-Пальма, и Леонор Сапаты и Сильвы.
  - Супруга — Маргарита Тереза де Арагон Фольк де Кардона и Бенавидес (1664—1702), дочь Луиса де Арагона и Фернандеса де Кордовы, 7-го герцога де Кардона и Марии де Бенавидес. Ему наследовал его сын от второго брака:

- Франсиско Хавьер Фернандес де Кордова Кардона и Арагон (20 сентября 1687 — 19 мая 1750), 11-й барон де Линьола, 10-й герцог Сесса, 8-й герцог Баэна, 9-й герцог де Сома, 13-й граф де Паламос, 10-й граф де Тривенто, 10-й граф де Авелино, 9-й граф де Оливето, 17-й виконт де Иснахар, 24-й барон де Бельпуч и 10-й барон де Калонже.
  - Супруга — тетка Тереза Мануэла Фернандес де Кордова и Гусман, дочь Франсиско Фернандеса де Кордовы, 8-го герцога де Сесса, вице-короля Каталонии, и Марии Андреа де Гусман. Ему наследовала их дочь:

- Буэнавентура Франсиска Фернандес де Кордова Кардона и Арагон (1712 — 9 апреля 1768), 12-я баронесса де Линьола, 11-я герцогиня де Сесса, 9-я герцогиня де Баэна, 10-я герцогиня де Сома, 15-я графиня де Паламос, 11-я графиня де Тривенто, 11-я графиня де Авелино, 10-я графиня де Оливето, 20-я виконтесса де Иснахар, 25-я баронесса де Бельпуч и 11-я баронесса де Калонже.
  - Супруг с 1729 года Вентура Антонио Осорио де Москосо и Гусман Давила и Арагон (1707—1746), 6-й герцог Санлукар-ла-Майор, 6-й герцог Медина-де-лас-Торрес, 10-й граф де Альтамира, граф де Лодоса и 5-й маркиз де Леганес.
  - Супруг с 1748 года Хосе Мария де Гусман и Велес де Гевара (1709—1781), 4-й маркиз де Гевара, 7-й граф де Вильямедьяна и 12-й граф де Оньяте. Ей наследовал её сын от первого брака:

- Вентура Осорио де Москосо и Фернандес де Кордова (1732 — 6 января 1776), 13-й барон де Линьола, 12-й герцог Сесса, 10-й герцог Баэна, 11-й герцог де Сома, 8-й герцог Санлукар-ла-Майор, 7-й герцог Медина-де-лас-Торрес, 5-й герцог Атриско, 8-й сеньор и принц де Арасена, 6-й маркиз де Леганес, 9-й маркиз де Велада, 6-й маркиз де Монастерио, 6-й маркиз де Мората-де-ла-Вега, 9-й маркиз де Альмасан, 10-й маркиз де Поса, 7-й маркиз де ла Вилья-де-Сан-Роман, 7-й маркиз де Аямонте, 8-й маркиз де Вильяманрике, 6-й маркиз де Майрена, 14-й граф де Асторга, 10-й граф де Альтамира, 16-й граф де Паламос, 14-й граф де Санта-Марта-де-Ортигейра, 17-й граф де Ньева, 15-й граф Трастамара, 8-й граф де Сальтес, 12-й граф де Тривенто, 12-й граф де Авелино, 11-й граф де Оливето, 13-й граф де Монтеагудо-де-Мендоса, 9-й граф де Лодоса, 7-й граф де Арзаркольяр, 21-й виконт де Иснахар, 26-й барон де Бельпуч, 12-й барон де Калонже и 17-й сеньор де Вильялобос.
  - Супруга с 1755 года Мария де ла Консепсьон де ла Портерия де Гусман де ла Серда и Кордова (1730—1776), дочь Хосе марии Диего де Гусмана Велеса де Ладрона де Гевары, 12-го графа де Оньяте и 6-го маркиза де Монтеалегре, и Марии Феличи Фернандес де Кордовы Эспинолы и де ла Серды. Ему наследовал их сын:

- Висенте Хоакин Осорио де Москосо и Гусман (17 января 1756 — 26 августа 1816) 14-й барон де Линьола, 13-й герцог Сесса, 11-й герцог Баэна, 12-й герцог де Сома, 9-й герцог  Санлукар-ла-Майор, 15-й герцог Македа, 8-й герцог Медина-де-лас-Торрес, 6-й герцог Атриско, 9-й сеньор и принц де Арасена, 7-й маркиз де Леганес, 16-й маркиз де Эльче, 10-й маркиз де Велада, 7-й маркиз де Монастерио, 7-й маркиз де Мората-де-ла-Вега, 10-й маркиз де Альмасан, 11-й маркиз де Поса, 8-й маркиз де ла Вилья-де-Сан-Роман, 8-й маркиз де Аямонте, 9-й маркиз де Вильяманрике, 7-й маркиз де Майрена, 15-й маркиз Асторга, 11-й граф де Альтамира, 17-й граф де Паламос, 15-й граф де Санта-Марта-де-Ортигейра, 18-й граф де Ньева, 16-й граф Трастамара, 9-й граф де Сальтес, 13-й граф де Тривенто, 13-й граф де Авелино, 12-й граф де Оливето, 14-й граф де Монтеагудо-де-Мендоса, 10-й граф де Лодоса, 9-й граф де Арзаркольяр, 22-й виконт де Иснахар, 27-й барон де Бельпуч, 13-й барон де Калонже и 28-й сеньор де Вильялобос.
  - Супруга — Мария Игнасия Альварес де Толедо и Гонзага Караччоло (1757—1795), дочь Антонио Марии Хосе Альвареса де Толедо и Переса де Гусмана, 10-го маркиза де Вильяфранка и де лос Велес, и Марии Антонии Доротеи Синфоросы Гонзага и Караччоло.
  - Супруга — Мария Магдалена Фернандес де Кордова и Понсе де Леон (1780—1830), дочь Хоакина Фернандеса де Кордовы и Осеса и Бригиды Магдалены Понсе де Леон и Давилы. Ему наследовал его сын от первого брака:

- Висенте Изабель Осорио де Москосо и Альварес де Толедо (19 ноября 1777 — 31 августа 1837), 15-й барон де Линьола, 14-й герцог Сесса, 12-й герцог Баэна, 13-й герцог де Сома, 10-й герцог Санлукар-ла-Майор, 16-й герцог Македа, 9-й герцог Медина-де-лас-Торрес, 7-й герцог Атриско, 10-й сеньор и принц де Арасена, 8-й маркиз де Леганес, 17-й маркиз де Эльче, 11-й маркиз де Велада, 8-й маркиз де Монастерио, 8-й маркиз де Мората-де-ла-Вега, 11-й маркиз де Альмасан, 12-й маркиз де Поса, 9-й маркиз де ла Вилья-де-Сан-Роман, 9-й маркиз де Аямонте, 10-й маркиз де Вильяманрике, 8-й маркиз де Майрена, 16-й маркиз Асторга, 12-й граф де Альтамира, 18-й граф де Паламос, 16-й граф де Санта-Марта-де-Ортигейра, 19-й граф де Ньева, 17-й граф Трастамара, 11-й граф де Сальтес, 14-й граф де Тривенто, 14-й граф де Авелино, 13-й граф де Оливето, 15-й граф де Монтеагудо-де-Мендоса, 11-й граф де Лодоса, 10-й граф де Арзаркольяр, 23-й виконт де Иснахар, 28-й барон де Бельпуч, 14-й барон де Калонже, 19-й сеньор де Вильялобос.
  - Супруга с 1778 года Мария дель Кармен Понсе де Леон и Карвахаль (1780—1813), 8-я маркиза де Кастромонте, 5-я герцогиня де Монтемар, 9-я графиня де Гарсиэс, дочь Антонио Марии Понсе де Леона Давилы и Каррильо де Альброноса, 4-го герцога де Монтемар, 8-го маркиза де Кастромонте, 5-го графа де Валермосо, 4-го графа де Гарсиэс, и Марии дель Буэн Консехо Карвахаль и Гонзага, дочери Мануэля Бернардино де Карвахаля и Суньиги, 6-го герцога де Абрантес и 5-го герцога де Линарес. Ему наследовал их сын:

- Висенте Пио Осорио де Москосо и Понсе де Леон (22 июля 1801 — 22 февраля 1864), 16-й барон де Линьола, 14-й герцог Сесса, 12-й герцог Баэна, 13-й герцог де Сома, 10-й герцог Санлукар-ла-Майор, 16-й герцог Македа, 9-й герцог Медина-де-лас-Торрес, 7-й герцог Атриско, 5-й герцог Монтемар, 10-й сеньор и принц де Арасена, 8-й маркиз де Леганес, 17-й маркиз де Эльче, 11-й маркиз де Велада, 9-й маркиз де Кастромонте, 8-й маркиз де Монастерио, 8-й маркиз де Мората-де-ла-Вега, 11-й маркиз де Альмасан, 12-й маркиз де Монтемайор, 9-й маркиз дель Агила, 12-й маркиз де Поса, 9-й маркиз де ла Вилья-де-Сан-Роман, 9-й маркиз де Аямонте, 10-й маркиз де Вильяманрике, 8-й маркиз де Майрена, 16-й маркиз Асторга, 12-й граф де Альтамира, 18-й граф де Паламос, 11-й граф де Кантильяна, 16-й граф де Санта-Марта-де-Ортигейра, 19-й граф де Ньева, 17-й граф Трастамара, 11-й граф де Сальтес, 14-й граф де Тривенто, 14-й граф де Авелино, 13-й граф де Оливето, 15-й граф де Монтеагудо-де-Мендоса, 11-й граф де Лодоса, 10-й граф де Арзаркольяр, 6-й граф де Гарсиэс, 5-й граф де Валермосо, 23-й виконт де Иснахар, 28-й барон де Бельпуч, 14-й барон де Калонже и 20-й сеньор де Вильялобос.
  - Супруга с 1821 года Мария Луиза де Карвахаль и де Керальт (1804—1843), дочь Хосе Мигеля де Карвахаля Варгаса и Манрике де Лара, 2-го герцога де Сан-Карлос, вице-короля Наварры, и Марии Эулалии де Керальт и Сильвы.

Восстановление креации в 1921 году
- Луис Мария Руис де Арана и Мартин де Олива (1901—1936), 17-й барон де Линьола , 14-й герцог Санлукар-ла-Майор. Сын Луиса Марии Руиса де Араны и Осорио де Москосо (? — 1903), 13-го герцога де Санлукар-ла-Майор, и Марии дель Пилар Мартин де Оливы и Санчес-Оканья.
  - Супруга — Анна Терса Пардо и Барреда (1907—1996), 7-я маркиза де Фуэнте-Эрмоса-де-Миранда, дочь Фелипе Пардо и Барреды, 5-го маркиза де Фуэнте-Эрмоса-де-Миранда, и Терезы Барреды Лаос, 6-й маркизы де Фуэнте-Эрмоса-де-Миранда. Ему наследовал его дядя:

- Мариано Руис де Арана и Осорио де Москосо (1861—1953), 18-й барон де Линьола , 15-й герцог Санлукар-ла-Майор, 15-й герцог Баэна и 9-й граф де Севилья-ла-Нуэва. Сын Хосе Марии Руиса де Араны и Сааведры (1826—1891), герцога де Кастель-Сангро, и Марии Розалии Осорио де Москосо и Карвахаль (1840—1918), 14-й герцогини де Баэна.
  - Супруга — Мария де ла Консепсьон Бауэр и Могрурго, дочь Игнасио Саломона Бауэра и Иды Морпурго. Баронство унаследовала его дальняя родственница:

- Мария де лос Долорес Барон и Осорио де Москосо (11 ноября 1917 — 31 октября 1989), 19-я баронесса де Линьола, 21-я герцогиня де Македа, 14-я маркиза дель Агила, маркиза де Монтемайор, графиня де Валермосо, графиня де Монтеагудо-де-Мендоса. Дочь Леопольдо Барона и Торреса и Марии дель Перпетуо Сокорро Осорио де Москосо, 20-й маркизы де Асторга.
  - Супруг — Бальтасар де Казанова и де Феррер. Ей наследовал их сын:

- Луис Мария Гонзага де Казанова-Карденас и Барон[исп.] (род. 24 апреля 1950), 20-й барон де Линьола, 22-й герцог Македа (до 2005 года), 5-й герцог Сантанджело, 11-й маркиз де Эльче, граф де Валермосо, граф де Лодоса, граф де Монтеагудо-де-Мендоса.
  - Супруга — эрцгерцогиня Монрика Роберта фон Габсбург (род. 1954), вторая дочь кронпринца Отто фон Габсбурга (1912—2011) и Регины Саксен-Мейнингенской (1925—2010). Он был лишен титула в пользу своей сестры:

- Мария дель Пилар Палома де Казанова-Карденас и Барон (род. 11 мая 1947), 21-я баронесса де Линьола, 23-я герцогиня де Македа, 19-я маркиза де Аямонте, 14-я маркиза де ла Вилья-де-Сан-Роман, 23-я маркиза де Эльче, 25-я графиня де Кабра, графиня де Монтеагудо-де-Мендоса.
  - Супруг с 1975 года Франсиско Хосе Лопес Бесерра де Сол и Мартин де Варгас, сеньор де Техада, адвокат. У супругов трое детей:
    - Соледад Симитрия Лопес Бесерра и Казанова (1976—2009), маркиза де ла Вега де ла Сагра, супруг — Хавьер Линарес и де Медина из дома маркизов де Мехорада.
    - Альваро Лопес де Бесерра и де Казанова (род. 1978), 27-й граф Кабра, 4-й маркиз де Бельфуэрте, 19-й виконт де Иснахар, гранд Испании, женат на Марии Анне Панкорбо и де Рато, внучка графа Дюкен.
    - Менсия Лопес де Бесерра и де Казанова (род. 1988), маркиза дель Сенете, грандесса Испании, супруг — Франсиско Хавьер де Сааведра и Родригес-Поматта.